# 니시소노기반도

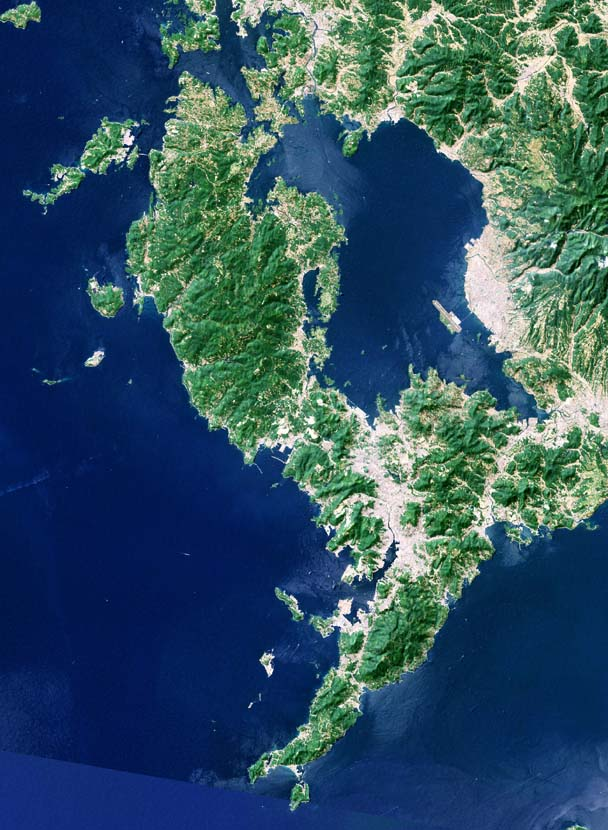
니시소노기반도(상)와 나가사키반도(하)의 위성 사진

니시소노기반도(일본어: 西彼杵半島)는 일본 규슈 북서부의 나가사키현에 있는 반도이다. 나가사키현 남쪽의 세 반도(니시소노기반도, 나가사키반도, 시마바라반도) 중 북서쪽으로 포크 모양으로 돌출한 것이 니시소노기반도이다. 반도는 서쪽으로 동중국해와 접하고 동쪽으로 오무라만을 에워싼다.

니시소노기반도의 지정학적상 위치.